# 山内確三郎

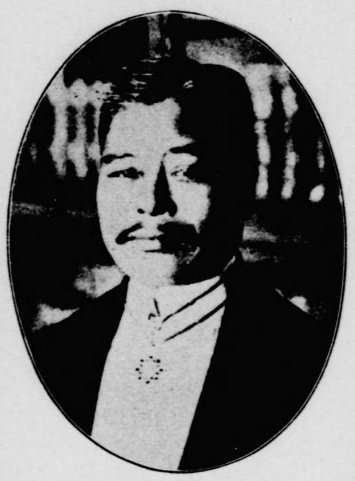
山内確三郎

山内 確三郎（やまのうち かくさぶろう、1871年8月2日 - 1947年1月20日）は、日本の司法官。司法次官、東京控訴院院長。族籍は東京府平民。法学博士。

## 経歴
福岡県嘉穂郡内野村（現在の飯塚市）に生まれる。山内潜吉の三男。1891年、福岡県立尋常中学修猷館、1895年、第一高等学校法科を経て、1898年、東京帝国大学法科大学法律学科（独法）を卒業。同年、司法官補として東京区裁判所詰となる。
1901年、大阪地方裁判所判事、1904年、大阪地方裁判所部長、1905年、神戸地方裁判所部長、同年、大阪控訴院判事、1907年、東京地方裁判所部長、同年、東京控訴院判事を経て、1908年、司法省参事官となる。1915年からは大審院検事も兼務し、1918年には法学博士の学位を授与されている。
1919年、司法省民事局長を経て、1921年10月、司法次官に就任する。1924年、東京控訴院院長を務めた後に退官して弁護士登録し、その後日本大学教授などを務める。
1926年には福岡10区の衆議院補欠選挙に立憲政友会から出馬し当選している。

## 栄典
- 1930年（昭和5年）12月5日 - 帝都復興記念章[6]